# Franco Gandini
Franco Gandini (* 27. Juli 1936 in Parma) ist ein ehemaliger italienischer Bahnradsportler und Olympiasieger.
Bei den Olympischen Spielen 1956 in Melbourne errang Franco Gandini die Goldmedaille in der Mannschaftsverfolgung, gemeinsam mit Leandro Faggin, Valentino Gasparella, Virginio Pizzali und Antonio Domenicali mit neuem Welt- und olympischem Rekord (4:37,4 min). Bei den Bahn-Weltmeisterschaften im Jahr darauf wurde er Vize-Weltmeister in der Einerverfolgung der Amateure, 1958 belegte er bei der Bahn-WM in der Einerverfolgung den dritten Platz. 1960 beendete er seine Radsport-Karriere.
Bei der Bahn-WM 1957 kam es zu einem Eklat: Gandini war von den Wettkampfrichtern zum Weltmeister erklärt worden und befand sich schon auf der Ehrenrunde, als die Entscheidung doch noch revidiert und sein Landsmann Carlo Simonigh zum Sieger des Rennens erklärt wurde.
Franco Gandini ist der bisher einzige Olympiasieger aus Parma. Er ist der jüngere Bruder des Bahnradsportlers Aldo Gandini.